# Jacques Blondeau

Frontispicio de Antonio Mazza, Historiarum epitome de rebus Salernitanis, Nápoles, 1681. Grabado de Jacques Blondeau por dibujo de Francesco Solimena.

Jacques Blondeau (Amberes, 1655-Roma, 1698) fue un grabador barroco flamenco.
Formado con Frederik Bouttats II en Amberes, en 1675 marchó a París donde conoció a Gian Lorenzo Bernini, a quien acompañó a Roma. Integrado en el grupo de los bentvueghels, se dedicó con preferencia al grabado de reproducción de las obras de los grandes maestros barrocos, especialmente las de Pietro da Cortona en el palacio Pamphili.